# Кострова Анна Олександрівна
Кострова Анна Олександрівна (уроджена Лук'янова) (рос. Кострова Анна Александровна; *22 листопада 1909, село Бєлосток Омської губернії, Російська імперія — †7 липня 1994, Санкт-Петербург, Російська Федерація) — російська радянська художниця, живописець, графік, книжкова ілюстраторка, член Ленінградської організації Спілки художників РСФСР.

## Біографія
Кострова Анна Олександрівна (уроджена Лук'янова) народилася 22 листопада 1909 року в селі Бєлосток Омської області. У 1925 році Анна Кострова вступила в Омський художньо-промисловий технікум. Займалася у В. Трофімова та С. Фельдмана.
Після закінчення технікуму в 1930 році Анна Кострова приїжджає в Ленінград. Працює в комбінаті наглядної агітації та пропаганди при Ленраді. Одночасно відвідує художні студії при Горкомі Ізо і Центральному Домі працівників мистецтва. Була знайомою з М. В. Матюшиним і К. С. Малевичем, написала про нього спогади.
У 1933–1936 роках Анна Кострова разом з художниками Є. Чарушиним, В. Курдовим, Ю. Васнєцовим, А. Вєдєрніковим працював у молодіжній групі Експериментальної літографської майстерні при Ленінградській Спілці радянських художників під керівництвом Г. Вєрєйського, М. Тирси та М. Лапшина.
З 1934 року Анна Кострова брала участь у виставках. Писала портрети, пейзажі, натюрморти, натурні етюди, ілюструвала книги. Працювала в техніці масляного живопису, акварелі, малюнка олівцем, літографії та ліногравюри. У 1930-х разом з чоловіком художником Миколою Костровим здійснила творчі поїздки на Біле та Баренцове моря, в Крим, Новгород, Україну. У 1940 році Анну Кострову приймають в члени Ленінградської Спілки радянських художників.
У 1950–1970 роках Анна Кострова ілюструвала дитячі книги для найбільших видавництв Москви та Ленінграду. Разом з Миколою Костровим вона здійснила творчі поїздки у Вірменію, Норвегію, по стародавніх містах Вологодської та Володимиро-Суздальської земель, круїз Дунаєм. Працювала у будинках творчості художників «Челюськінська», «Гарячий Ключ», «Сєднєв», на Сенежі. Враження від цих поїздок послужили матеріалом для численних графічних і живописних робіт.
Персональні виставки Анни Кострової відбулися в Ленінграді (1973, 1977, 1979), і в Москві (1974, 1983).
Анна Олександрівна Кострова померла 7 липня 1994 року в Петербурзі на вісімдесят п'ятому році життя.

## Колекції
Твори Анни Кострової знаходяться в музеях та приватних зібраннях в Росії, Німеччині, Фінляндії та інших країнах.
- Державний Російський музей
- Державне музейне об'єднання «Художня культура Російської Півночі» (Архангельськ).